# Casinalbo
Casinalbo è una frazione di 5 811 abitanti, nel comune di Formigine in provincia di Modena. Casinalbo fa parte insieme ad altre località del Distretto Ceramico Modenese, ed è nella zona di produzione dell'Aceto Balsamico di Modena e del Parmigiano Reggiano DOP.

## Geografia fisica
Casinalbo è situata nella zona pedemontana della provincia di Modena; dista 12 km da Modena, dista 35 km dalla vicina Reggio Emilia, 45 km da Bologna.

## Storia

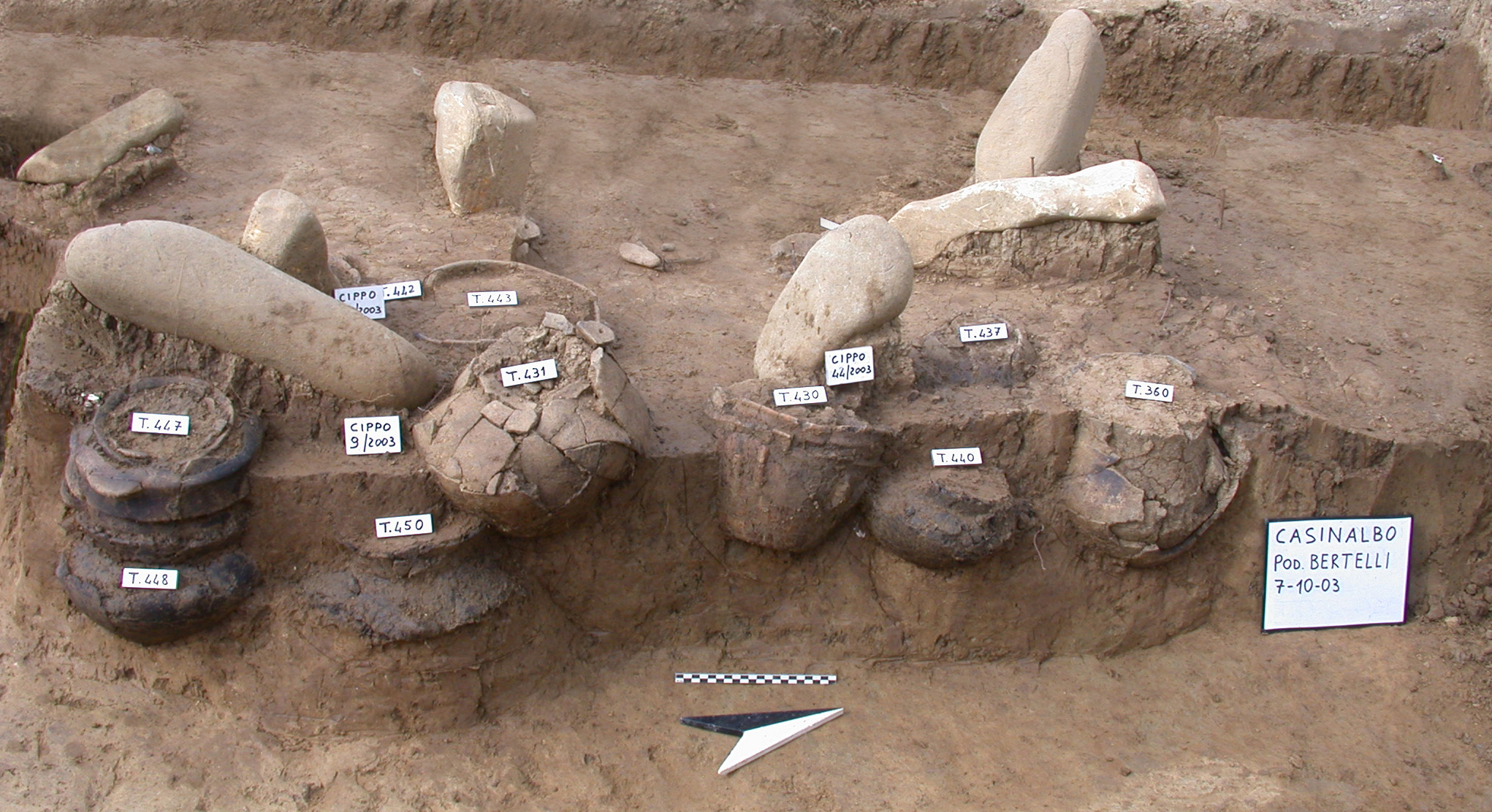
Scavo della necropoli di Casinalbo

Il territorio di Casinalbo fu oggetto di frequentazione fin dall'età del bronzo, quando un villaggio terramaricolo si sviluppò nell'area dove attualmente è presente la chiesa del paese. Nelle vicinanze del centro cittadino è stata invece rinvenuta e scavata stratigraficamente la vasta necropoli (12000 m²) a incinerazione, che dunque custodiva i resti della cremazione all'interno di vasi cinerari.
La necropoli fu scoperta nel 1880 da Carlo Boni, e successivamente scavata a più riprese (1949-1950; 1975-1977; 1994-2015). I reperti archeologici lì rinvenuti sono confluiti all'interno delle raccolte del Museo civico di Modena.
In epoca romana la zona risulta abitata, coltivata e frequentata, ma priva di un vero centro urbano. Inizialmente il territorio fu delimitato solo dagli assi della centuriazione; in seguito, lungo ad essi si svilupparono alcune fattorie, nelle quali è attestata anche una fornace per la cottura di mattoni. In via Landucci, di fianco alla scuola media A.Fiori, in seguito a scavi per la costruzione di una scuola materna internazionale in data Aprile 2018 , è stato ritrovato il resto di una fornace di epoca Romana.

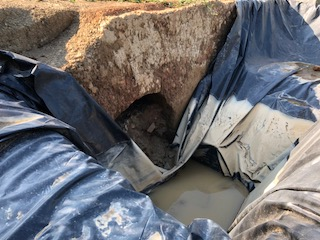
Fornace di epoca Romana

Nel successivo Medioevo si cominciò a caratterizzare il paese con manufatti tuttora riconoscibili. Casinalbo, anticamente Casale Albini, è insediamento documentato fin dal IX secolo. Il nome era riferito a una casa-fortezza di proprietà di un certo Albino.
Si trattava probabilmente di un piccolo borgo a vocazione agricola, citato nel secolo successivo come "villa". Nel 1039 il marchese Bonifacio di Canossa entrò in possesso di alcune terre a Casinalbo, cedutegli dai canonici della Chiesa di Parma.
A metà del Seicento venne costruita nel centro di Casinalbo l'Osteria del Portico .
L'attività economica più importante, fino a metà Novecento, era l'agricoltura, che fino a un secolo prima era stata l'unica attività. I proprietari della terra, per secoli, erano state famiglie aristocratiche con importanti incarichi nel Ducato Estense.
Altri ritagli di terreno appartenevano ad enti religiosi: oltre all'esiguo beneficio parrocchiale, c'erano proprietà di monasteri, conventi, parrocchie di Modena e non solo.
Erano eccezionali le famiglie proprietarie del fondo che lavoravano.
I contadini erano sottoposti a contratti di diverso tipo, i più frequenti erano: l'affitto, la mezzadria, la boaria.
L'affittuario pagava un canone prestabilito e restava padrone dei raccolti, però se questi finivano male, ci rimetteva del suo e si rovinava. Il mezzadro forniva la metà del bestiame, parte degli attrezzi e delle sementi oltre la forza lavoro, il resto lo metteva il padrone della terra. Era dimezzato il profitto, ma anche il rischio in caso di mala annata. Il boaro non aveva niente, all'infuori delle proprie braccia. Riceveva un compenso bastante alla sola sopravvivenza, a discrezione del padrone del terreno, ed essendo sempre analfabeta, poteva essere imbrogliato dal datore di lavoro, facilmente ma non necessariamente.
C'era però chi stava peggio: i braccianti stagionali, che lavoravano continuativamente solo in occasione della mietitura, della vendemmia, o di altri lavori legati al raccolto o alla preparazione della terra; i braccianti giornalieri erano assunti per lavori occasionali: un parroco li chiama "taglialegna" perché uno dei loro impieghi ricorrenti consisteva nel sradicare alberi e farli a pezzi; infine c'erano i servitori, che vivevano e faticavano in una famiglia di contadini in cambio di un piatto di minestra e di posto nel fienile.
I fatti storici riguardanti Casinalbo sono dati da eventi tragici subiti, come guerre, carestie ed epidemie.
I contagi più gravi per il paese furono: la peste del 1630, il colera del 1855, la febbre spagnola del 1917.
La popolazione era intorno alle cinquecento unità fino al XVIII secolo, il minimo fu toccato dopo la peste del Seicento, quando morì più della metà delle persone e venne raddoppiato il cimitero.
All'inizio del Settecento le case erano 67, di cui sette ville. A fine Ottocento erano censite 133 case comprese 27 ville, per 1 300 abitanti. Le case erano spesso fatte coi sassi di fiume e tetto di assi appoggiate su travi e travetti, e sopra le tegole. Non è da escludere che altre parti delle abitazioni fossero di legno.

## Monumenti e luoghi d'interesse

### Chiesa di Santa Maria Assunta
La chiesa venne costruita sugli antichi resti di una terramara. Nella seconda metà dell'800 la terramara venne smantellata e i resti archeologici vennero portati al Museo Civico di Modena. I lavori della chiesa odierna sono iniziati nel 1989 e sono terminati nel 1992. In epoca Romana e nel Medioevo la zona era coltivata e popolata anche se non esisteva il centro urbano. La chiesa è dedicata a Santa Maria Assunta, fu completamente ristrutturata nel 1521. Il campanile è stato costruito negli anni '60 e lo possiamo trovare alla sinistra della chiesa stessa. Particolare all'interno della chiesa è il quadro dell'Assunta che è visibile appena si entra nell'edificio; agli angoli dell'opera possiamo trovare degli angeli; nella costruzione di questi ha partecipato anche Ermenegildo Luppi (autore del Monumento ai caduti), un ragazzo con uno spiccato talento per la scultura. Ai lati dell'altare possiamo trovare due spazi; questi erano riservati ai ragazzi dell'Operapia Bianchi; per questo i casinalbesi chiamavano queste aree "La camra dell'opra" che in dialetto modenese significa "la camera dell'opera". Sempre nel 1521 Casinalbo ebbe per la prima volta, un suo parroco: Don Guaitoli.
All'interno sulle panche in legno, erano stati incisi i nomi di alcune famiglie, che durante le messe vi si sedevano.

### Villa Bianchi

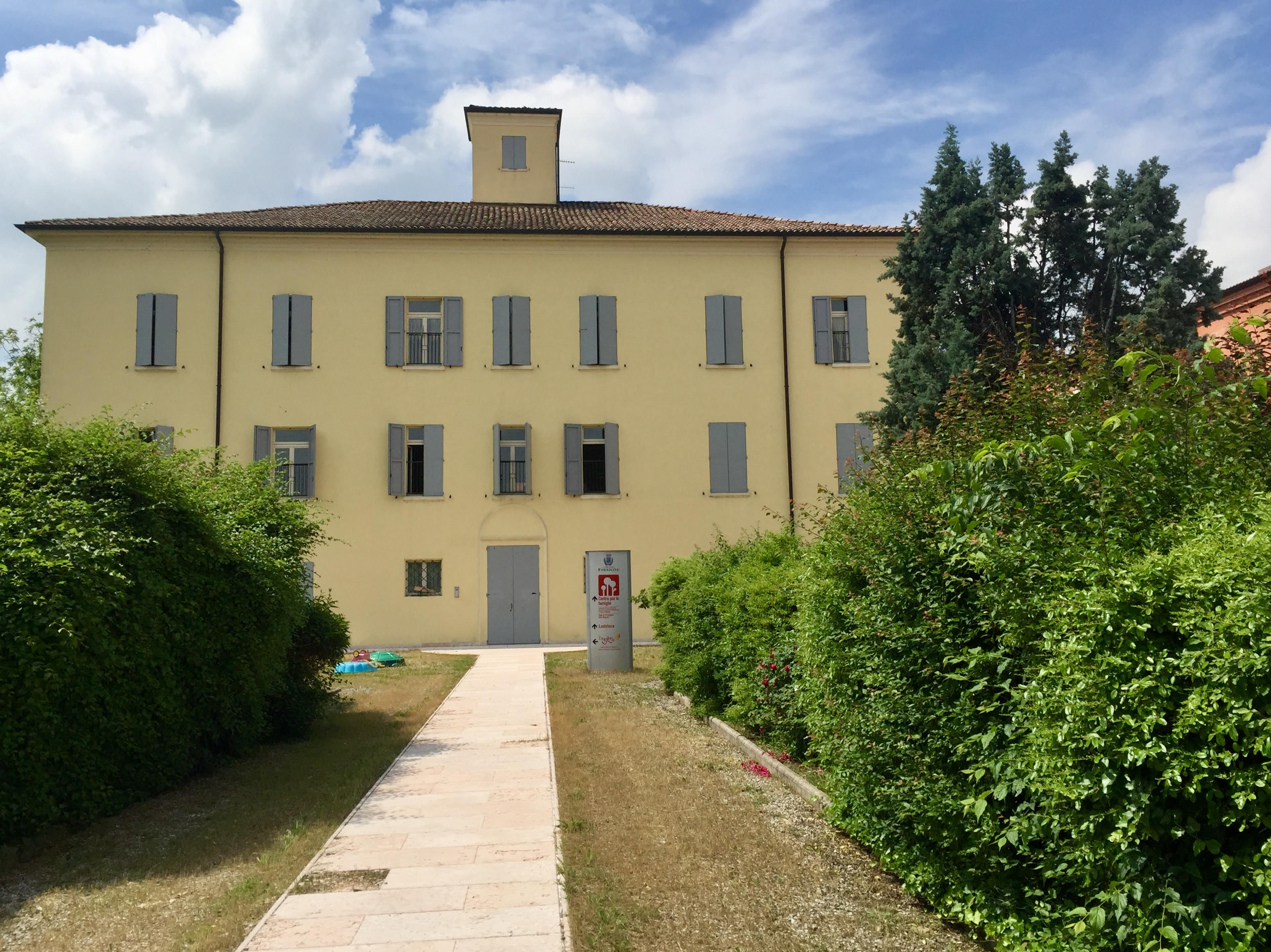
Facciata di Villa Bianchi

Villa Bianchi (in passato Opera Pia Bianchi) fu costruita per funzionare come istituto agrario. Giuseppe Gaetano Bianchi all'età di 77 anni fece un testamento dove dichiarava di lasciare i suoi beni all'istituto agrario. La villa fu in funzione dal 1842 al 1938. Nel 1953 la villa concede il permesso per un campo da calcio; nello stesso anno vennero ospitati 50 "piccoli apostoli" di don Zeno Saltini. All'epoca a Casinalbo c'erano 11 oratori. Attualmente, il Comune di Formigine mette a disposizione la struttura come risorsa strategica di coesione sociale.

### Villa Club la Meridiana
Fu costruita nella prima metà del settecento, quando i proprietari erano marchesi Giacomo e Paolo Bernardi, nobili veronesi trasferitisi a Modena verso la fine del seicento.
Successivamente la villa fu ceduta ad Emilio Sacerdoti, banchiere ebreo di Modena e da questi passò a Fortunato Giovanardi verso il 1920: in questo periodo l'edificio subì radicali modifiche, soprattutto nella struttura esterna. Interventi più significativi si individuano nel balcone, reso più ampio ed autonomo con la eliminazione dei due pilastri di sostegno, e nella torretta che fu sfondata da una finestra tipo terrazza. Il solo corpo rimasto integro è l'elegante chioschetto a cupola sferica, mentre la serra fu arricchita da fregi esterni, da un ampio cornicione e da grandi finestre ricostruite in forma tondeggiante. Nell'ampio parco sorge un padiglione che riprende il motivo classico del tempietto circolare, alleggerito però dalla volta in ferro battuto dalle intricate volute. L'originale accesso attraverso il viale alberato che dava un notevole effetto scenografico è stato prima abbandonato e poi sovvertito dall’attuale entrata situata sul lato posteriore della villa. La proprietà fu acquistata dal Comune di Formigine nel 1970 circa, anni in cui fu proposto un vincolo sul parco; fu invece utilizzata come scuola materna finché nel 1979 fu trasformata nel Club la Meridiana. La villa è stata inoltre ristrutturata da Roberto Corradi, di origine modenese; lo stile dell'intervento si allontana molto da quello Settecentesco.

### Villa Bonacini
La Villa è originaria del '700; è stata ricostruita nell'ottocento dall'architetto Cesare Maestri. Francesco Bonacini nel 1932 vendette la Villa alla curia di Modena la quale venne venduta a Socrate Gardini. Nella villa ci abitò il Vescovo, infatti all'interno della struttura, sul soffitto della scalinata si può notare l'emblema episcopale. Talvolta la vendette al parroco Socrate Gardini dove fece un istituto pedagogico;questo istituto dopo passò ad un certo "Lasagna". La villa ospitò ragazzi con disagio psicologico fino al 1960.
Negli anni '70 venne chiuso l'istituto e la struttura fu venduta a Umberto Ansaloni e oggi appartiene agli eredi. L’interno è sfarzoso, con soffitti ornati da scene allegoriche, medaglioni e motivi decorativi; alle pareti i quadri si alternano ad affresco.

### Villa Giovanardi
Villa Giovanardi, in via Parozzi, fu costruita nel XVIII secolo dai marchesi Levizzani. La facciata principale presenta le aperture delle finestre decorate a stucco ed è sormontata da un’altana–belvedere. Alle pertinenze della villa appartengono una serra e il pavaglione, posto nel parco della villa, la cui architettura, a pianta circolare con colonne, ricorda le forme di un tempietto classico.

### Villa Luigi
Villa Luigi, in via Sant'Onofrio. Edificio settecentesco con interno in stile rococò.

### Antiche cartiere
Intorno alla fine dell'ottocento a Modena erano presenti sei cartiere: una a Savignano, due a Vignola, una terza a San Cesario, una a Casinalbo e l'altra a Formigine. A Casinalbo c'era una località chiamata la Cartiera; era la più antica: è stata in uso dal 1475 al 1930. A Formigine la Cartiera era alla Pila; era chiamata Cartiera del Follo, esso è un grosso pestello che serviva per battere gli stracci o le fibre vegetali macerate, per fare la carta.  La Pila era una grande vasca dentro alla quale si pressava con il follo la pasta di carta. Essa cambiò diversi proprietari; dal 1678 al 1800 fu di proprietà della Confraternita di San Pietro. Nel 1867 si trasformò in mulino che finì alla famiglia Mantovani. Cessò l'attività nel 1975. Nelle due cartiere veniva prodotta un'ottima carta, veniva usata per la scrittura, per la stampa fine e filigranata. Le cartiere servivano Modena e altre città. Nei vari borghi si iniziarono a fabbricare le prime macchine agricole.

## Infrastrutture e trasporti

### Strade
La principale via d'accesso a Casinalbo è la SS 724, una superstrada che unisce Modena a Fiorano Modenese.

### Ferrovia
La località è servita da una propria stazione ferroviaria posta lungo la linea Modena-Sassuolo.